# تاريخ تحديد النسل
تاريخ تحديد النسل والمعروف أيضًا بوسائل منع الحمل وتنظيم الخصوبة. ويشير إلى الأساليب أو الأجهزة التي أستخدمت تاريخيًا لمنع الحمل. ويسمى تخطيط وتوفير وسائل منع الحمل بتنظيم الأسرة. في بعض الأزمنة والثقافات لم يكن الإجهاض يشكل حرجًا كما في هذه الأيام ما جعل منع الحمل أقل أهمية، وكان يستخدم الإجهاض كوسيلة من وسائل تحديد النسل.

## العالم القديم

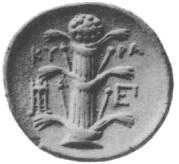
عملة فضية قديمة من قورينا نقش عليها رسم لنبات السلفيوم

تحديد النسل في بلاد مابين النهرين ومصر واليونان وروما.
تحديد النسل والإجهاض موثق ثوثيق جيد في بلاد مابين النهرين ومصر القديمة. ويوجد داخل بردية إبيرس من 1550ق.م بعض من الوصفات الموثقة القديمة لتحديد النسل، واستخدام العسل وأوراق السنط والوبر التي توضع في المهبل لمنع وصول الحيوانات المنوية. وتشير المستندات الموثقة مبكرا صراحة إلى وسائل منع الحمل المتعلقة بطب النساء في بردية الكاهون من حوالي 1850ق.م. فهو يصف تحميلات موانع الحمل المختلفة بما في ذلك مضغ السنط والتي اكدت الابحاث الحديثة أن صفات مبيد النطاف مازال يستخدم في هلام وسائل منع الحمل. وتشمل وسائل منع الحمل الأخرى المذكورة في البردية استعمال مواد صمغية لتغطية فُم الرحم وهي مزيج من العسل وكربونات الصوديوم تستعمل داخل المهبل عن طريق فرزجة(اداة للاستعمال داخل المهبل) مصنوعة من روث التمساح. ايضًا كانت تستخدم الرضاعة لمدة تصل إلى ثلاث سنوات لاغراض تحديد النسل في مصر القديمة.
تم استخدام النباتات التي لها خصائص منع الحمل في اليونان القديمة من القرن السابع قبل الميلاد فصاعدا وتوثيقها من قبل العديد من الكتاب القدماء في امراض النساء مثل أبقراط. وثق عالم النبات ثيوفراستوس استخدام السيلفيوم، وهو نبات معروف جيدًا بخواصة المانعة للحمل والمجهضة. النبات ينمو فقط على قطاع صغير من الأرض بالقرب من المدينة الساحلية قورينا (تقع في ليبيا العصر الحديث) وتمت محاولات فاشلة لزراعتها في اماكن أخرى. وارتفع سعر هذه النباتات بسبب ارتفاع الطلب عليها مما أدى إلى كونها تستحق أكثر من وزنها من الفضة قبل قرن من الميلاد. أدى أرتفاع الطلب في نهاية المطاف إلى انقراض السيلفيوم خلال القرن الثالث أو الثاني قبل الميلاد، وأستخدم ايضًا السافوتيدا (قريبه من السيليفون) لخصائصها في منع الحمل. وأستخدمت غيرها من النباتات لتحديد النسل في اليونان القديمة وتشمل دانتيل الملكة آن والصفصاف والنخيل والنعناع والرمان والشيح والمر والسذاب، بعض من هذه النباتات سامة والوثائق اليونانية القديمة تحدد الجرعات الآمنة منها. وقد اكدت الدراسات الحديثة خصائص منع الحمل للكثير من هذه النباتات، ومؤكدا على سبيل المثال أن دانتيل الملكة آن له خصائص مضادة للخصوبة بعد الجماع، ولايزال يستخدم دانتيل الملكة آن إلى اليوم في الهند لتحديد النسل. ومارس مثلهم جيرانهم الأغريق والرومان أستخدام وسائل منع الحمل والإجهاض.

## العصور الوسطى وأوائل العصور الحديثة

### تحديد النسل في بدايات العصر الإسلامي
في الفترة من أواخر القرن التاسع الميلادي إلى أوائل القرن العاشر وثَّق الطبيب الفارسي محمد بن زكريا الرازي طرق لتحديد النسل مثل قطع العلاقة الجنسية (يتم فيها سحب القضيب قبل القذف) ومنع القذف واستعمال التحاميل لمنع وصول الحيوانات المنوية لـعنق الرحم، ووصف عددًا من التحاميل تشمل روث الفيل والملفوف والزفت والتي قد تستخدم منفردة أو مخلوطة معًا.
وثق على بن عباس المجوسي- خلال نفس الفترة - استخدام تحاميل من الملح الصخري للنساء اللائي قد يكون الحمل خطيرًا بالنسبة لهن، وفي أوائل القرن العاشر أضاف العلامة أبو على الحسين بن عبد الله بن سينا - المعروف في أوروبا باسم ابن سينا - فصلًا عن تحديد النسل في موسوعته الطبية (القانون في الطب) والتي تضمنت 20 طريقة مختلفة لمنع الحمل، ومع ذلك لم يوافق النبي محمد (ص)-على الأقل في حديث صحيح البخاري 34: 432 - على استخدام التدابير الوقائية لتحديد النسل.